# Ókori egyiptomi templomok listája

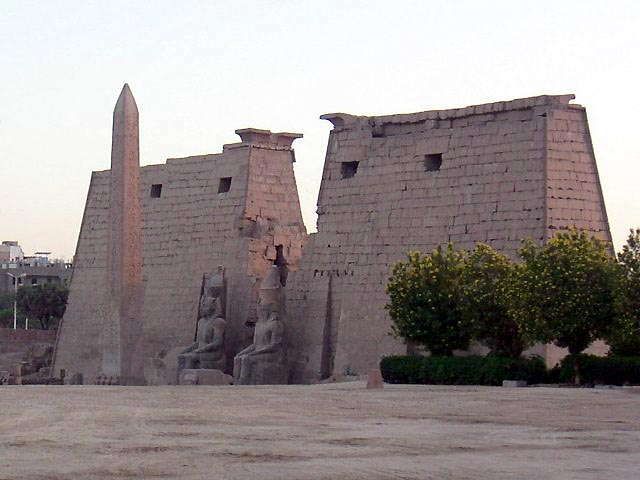
Luxori templom

A Wikipédián szócikkel rendelkező ókori egyiptomi templomok listája.
- Karnaki templom
- Luxori templom
- Ramesszeum
- Abu Szimbel
- Medinet Habu
- Medinet Maadi
- Denderai templom
- Philai
- Dejr es-Selvít
- Szerapeum
- Denduri templom
- Gerf Husszein-i templom
- Hierakónpoliszi templom
- Szatet-templom
- Behbeit el-Hagara
- III. Amenhotep halotti temploma (elpusztult)
- Nagy Aton-templom (elpusztult)
- Kis Aton-templom (elpusztult)
- Gempaaton (elpusztult)
- Behbeit el-Hagara (elpusztult)